# Roman Jakovlev
Roman Nikolaevič Jakovlev (in russo Роман Николаевич Яковлев?, in ucraino Роман Миколайович Яковлєв?, Roman Mykolajovyč Jakovljev; Charkiv, 13 agosto 1976) è un ex pallavolista e allenatore di pallavolo ucraino naturalizzato russo.